# Tyresö FF (piłka nożna kobiet)
Tyresö FF – szwedzki klub piłki nożnej kobiet, mający siedzibę w dzielnicy Tyresö stolicy kraju, mieście Sztokholm. Jest sekcją piłki nożnej kobiet w klubie Tyresö FF.

## Historia
Chronologia nazw:
- 1971: Tyresö FF

## Stadion
Klub rozgrywa swoje mecze domowe na stadionie Tyresövallen w Tyresö, który może pomieścić 2700 widzów.

## Sukcesy

### Trofea międzynarodowe
- Liga Mistrzyń UEFA:
  - finalista (1): 2013/14

### Trofea krajowe
- Damallsvenskan (I poziom):
  - mistrz (1): 2012
  - wicemistrz (1): 2013

- Division 1 (II poziom):
  - mistrz (2): 1998, 2009

- Puchar Szwecji:
  - finalista (2): 2011, 2012

- Superpuchar Szwecji:
  - finalista (1): 2013